# Valea Moldovei, Suceava
Valea Moldovei (nume anterior: Valea Seacă, în germană Wallessaka) este satul de reședință al comunei cu același nume din județul Suceava, Bucovina, România.

 Acest articol despre o localitate din județul Suceava este deocamdată un ciot. Puteți ajuta Wikipedia prin completarea lui.